# 街灯に吊るせ

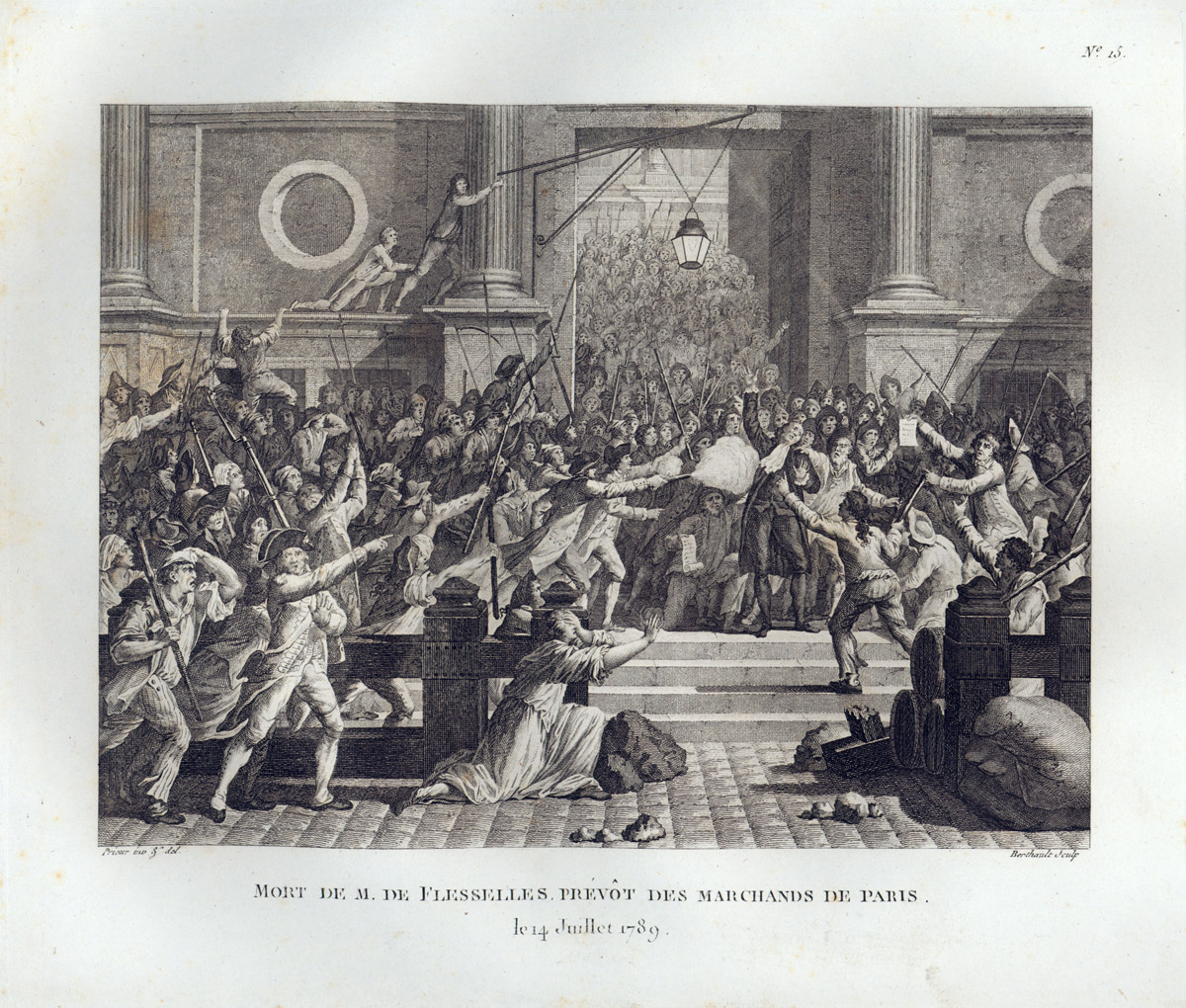
パリ市長ジャック・ド・フルセルの処刑（Pierre-Gabriel Berthault画）

 "街灯に吊るせ！" (フランス語: À la lanterne!) とは、1789年夏のフランス革命時のフランス、特にパリにおいて用いられた標語。暴動を起こしたパリの民衆は、役人や貴族を捕らえて私刑にかけ、街灯に吊るし首にした。
街灯は、革命フランスでの民衆と正義の象徴となった。革命歌サ・イラにも「貴族を街灯に吊るせ！」(les aristocrates à la lanterne!)という一節がある。バスティーユ襲撃を扇動したジャーナリストのカミーユ・デムーランは、自らを「街灯の代理人」と呼び、『街灯が人民に語る』と題して「私はいつもここにいる。お前たちはいつでも私を使えばよい！」などと書いたパンフレットを発行した。革命政府が樹立されたのち、アンシャン・レジームの人物の粛清の象徴は街灯からギロチンに移った。
街灯を用いて吊るし首にする行為は、19世紀のパリでも革命や暴動時にみられた。

## 歴史

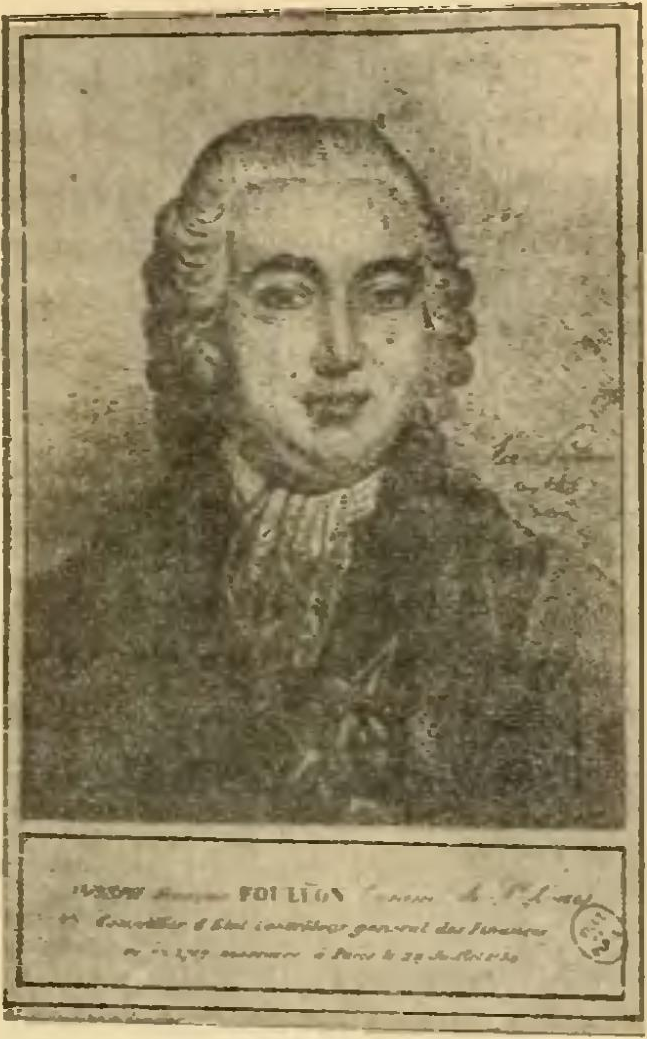
ジョセフ・フーロン・ド・ドゥエ。最初に「街灯に吊るされた」人物である。

「街灯に吊るせ」の最初の犠牲者となったのはジョセフ・フーロン・ド・ドゥエだった。彼は1789年に財務総監だったジャック・ネッケルを失脚させたことで、民衆から極めて不評だった。1789年7月22日、群衆がフーロンを捕らえて街灯に吊るし首にしようとしたが、ロープが切れたので、代わりに斬首して首をパイクに突き刺して掲げ行進した。彼は「（貧民が）飢えているなら干草を食わせればいい」と言い放ったと伝えられているが、パリの市場の管理を担当していた彼がこのような発言をしたというのは疑わしいという説もある。ともかく彼は人民の要望に対して非常に冷淡であり、革命直前の飢饉の際に市場を操作して穀物価格を吊り上げたといわれている。1789年7月14日のバスティーユ襲撃に際して、身の危険を感じたフーロンは自分が卒中で死んだかのように偽装して葬式を上げ身を隠したが、22日にパリ民衆に捕らえられた。彼は口に干草を詰めこまれ、グレーヴ広場の街灯に吊るされた。しかし縄が3度も切れ、フーロンは地面にたたき落されては吊るされるのを繰り返した末に首を切られた。群衆は彼の首を、口に草を詰めたままパイク（実際には先をとがらせた長い木製のポール）に突き刺して掲げ、街を行進した。しばらく後、彼の娘婿ルイ・ベニーニュ・フランソワ・ベルティエ・ド・ソーヴェニーもグレーヴ広場に引き立てられてフーロンと同様街灯に吊るされ、パイクに刺した首を掲げられた。群衆は二つのパイクをとって首をくっつけて、「父ちゃんにキスしろ！」と叫んだ 。
バスティーユ襲撃の直後、この牢獄を守っていた2人の衛兵がグレーヴ広場で吊るされた。なお、この時に街灯が使われたかどうかは分かっていない。
急仕立ての絞首台として、グレーヴ広場とヴァヌリ通りの街灯が主に用いられた。そこはパリ市庁舎のルイ14世の胸像の目の前であり、「人民の正義は王の目の前でも執行できる」ことを示すためであった。
1789年8月、カミーユ・デムーランは『パリの街頭吊るしについての議論』を著し、パリの街中で行われている私刑の数々を弁護した。デムーランは「街灯の司法長官」 （Procureur-général de la lanterne）とあだ名された。
1789年10月21日、飢えたパリの群衆がパン屋のドニ・フランソワを彼の店から引きずり出し、街灯に吊るした。フランソワがパンを売らなかった（売るパンが無かった）からである。このように街灯を用いた私刑はその対象を広げて歯止めが利かなくなり、最終的にジャコバン派に利用されるようになった。
1790年12月14日、騎士のド・ラ・ロシェットがエクス＝アン＝プロヴァンスで街灯に吊るされた。「街灯の正義」の支持者は、私刑を行う際に「街灯に吊るせ！街灯に吊るせ！」と叫んだ。
1792年6月20日、王妃マリー・アントワネットのいるテュイルリー宮殿に群衆がなだれ込んだ。これを目撃した首席侍女のジャンヌ＝ルイーズ＝アンリエット・カンパンは、後にこう記している。「（群衆の中には）絞首台の模型があり、そこには汚い人形が吊るされていました―『マリー・アントワネットを街灯に吊るせ！』という言葉を帯びて。」。

## 後世への影響
1919年、ドイツ人の表現主義画家マックス・ペヒシュタインはAn die Lanterne（À la lanterneのドイツ語）と題した、男が街灯に吊るされているポスターを発表した。